# Winter Wonderland (chanson)

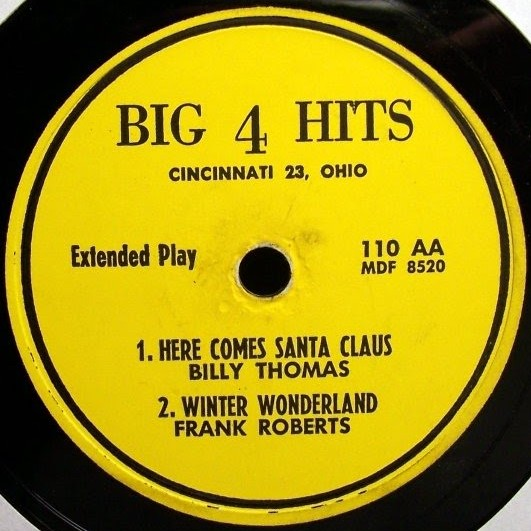
Here Comes Santa Claus de Billy Thomas et Winter Wonderland de Frank Roberts, Big 4 Hits 1954.

Pour les articles homonymes, voir Winter Wonderland.

Winter Wonderland est une chanson écrite en 1934 avec les paroles de Richard Bernhard Smith (en) sur la musique de Felix Bernard (en). Au fil des décennies, elle a été enregistrée par plus de 150 artistes différents, devenant un véritable standard. Elle est souvent considérée comme un chant de Noël bien que la fête ne soit jamais mentionnée.

## Histoire
Les paroles de la chanson auraient été inspirées à Dick Smith en regardant des enfants jouer dans la neige, alors qu'il les regardait depuis la fenêtre de sa chambre du sanatorium de Scranton, en Pennsylvanie, où il était soigné pour sa tuberculose,. Son poème nommé Parson Brown sera confié à son ami, le pianiste, Félix Bernard qui composa une mélodie pour aller avec. 
Le premier enregistrement de Winter Wonderland a été chanté par Joey Nash, avec la mise en musique de Richard Himber et de son Hôtel Ritz-Carlton Orchestre chez RCA Bluebird, en 1934. En décembre 1934, une deuxième version de Winter Wonderland voit le jour sous la voix de Guy Lombardo et de son orchestre. Ce dernier fera rentrer le titre dans le top pour la première fois. La chanson sera reprise dix ans plus tard par Perry Como annonçant une longue liste de reprises, faisant du titre un véritable standard. Parmi les reprises les plus connues, celles de Pat Boone, Paul Anka, Frank Sinatra, Barry Manilow, Bing Crosby, Elvis Presley et Olivia Holt entre autres.
En novembre 2007, l'ASCAP, une organisation des droits d'auteurs aux États-Unis, nomma Winter Wonderland comme la chanson la plus jouée durant les vacances et la version enregistrée par le groupe Eurythmics, comme celle la plus souvent jouée.